# Lidia (kraina)

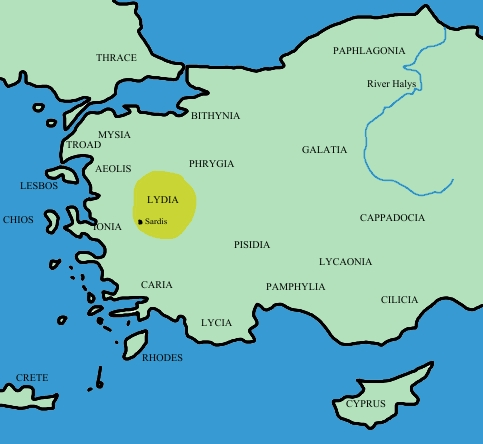
Lidia

Lidia u szczytu swej potęgi

Lidia (gr. Λυδία Lydia) – historyczna kraina w zachodniej Azji Mniejszej leżąca w dorzeczu rzek Kaystros i Hermos, oraz nazwa starożytnego państwa ze stolicą w Sardes, istniejącego do 546 r. p.n.e.

## Warunki naturalne
Lidia była krainą żyzną i bogatą. Równiny przecinane rzekami zapewniały doskonałe tereny rolnicze, a także były wykorzystywane jako naturalne szlaki komunikacyjne między Morzem Egejskim a Wyżyną Anatolijską. W pasmach gór oddzielających równiny wydobywano metale, rzeka Paktolos płynąca przez stolicę krainy, Sardes, była źródłem złota. Wyżynne tereny w górnych biegach rzek doskonale nadawały się na pastwiska.

## Historia

### Powstanie
Lidyjczycy należeli do ludów anatolijskich, grupy Indoeuropejczyków zamieszkującej w II i I tys. p.n.e. dzisiejsze tereny Azji Mniejszej i Syrii.
Jeden z jej władców – Gyges – podporządkował kraj Aszurbanipalowi, władcy Asyrii, potem jednak zmienił sojusze i wspierał Egipt. Jego dzieło kontynuowali Ardys, Sadyattes, Alyattes II i Krezus. Upadek Asyrii pozwolił Lidyjczykom na skonsolidowanie państwa i rozszerzenie granic po rzekę Halys. Dzięki stopniowemu podbojowi kolonii greckich Lidia zapewniła sobie dostęp do morza od strony zachodniej. Medowie po podboju Asyrii zaatakowali Lidię, prawdopodobnie aby uzyskać dostęp do Morza Egejskiego. W chwili decydującej bitwy nastąpiło zaćmienie słońca, które przepowiedział Tales z Miletu. Po tej bitwie, która miała się odbyć 28 maja 585 p.n.e., walczące strony zawarły pokój.

### Upadek
W 547 p.n.e. Lidia zaatakowała Persję, rządzoną przez Cyrusa. Państwo lidyjskie, którego władcą był Krezus, zawarło sojusz z Egiptem, Babilonią i Spartą. Początkowo w wojnie z Cyrusem wojska Krezusa odnosiły sukcesy, lecz gdy zostały one wysłane na leże zimowe Cyrus zaatakował i zmusił Krezusa opuszczonego przez sojuszników do kapitulacji w 546 p.n.e. W 334 p.n.e. Lidia została zdobyta przez Aleksandra Macedońskiego, a w 133 p.n.e. przez Imperium Rzymskie.

## Kastracja kobiet u Lidów
Lidyjczycy, jako pierwsi w historii, kastrowali kobiety, o czym wspominają greckie źródła antyczne. Atenajos w Uczcie mędrców pisze: Lidyjczycy doszli do takiej rozpusty, że pierwsi kastrowali kobiety […]. Ksantos w drugiej księdze Historii Lidii mówi, że Adramytes, król Lidów, pierwszy kastrował kobiety, aby korzystać z nich zamiast z mężczyzn eunuchów. W tym samym dziele Ksantos pisze: Jako pierwszy kastrował kobiety Gyges, król Lydów, aby można było zawsze cieszyć się ich młodością.

## Wybrani władcy Lidii
- Dynastia Heraklidów:
  - Ardys I (797 – 761 p.n.e.)
  - Alyattes I (761 – 747 p.n.e.)
  - Meles (747 – 735 p.n.e.)
  - Kandaules (735 – 718 p.n.e.)
- Dynastia Mermnadów:
  - Gyges (ok. 680 – 652 p.n.e.)
  - Ardys II (652 – 625 p.n.e.)
  - Sadyattes (625 – 610 p.n.e.)
  - Alyattes II (610 – 560 p.n.e.)
  - Krezus (560 – 546 p.n.e.)

Daty panowania lidyjskich władców są niepewne. Wyjątkiem jest koniec panowania Krezusa.

## Gospodarka
Ziemie lidyjskie nadawały się do uprawy dzięki dogodnemu położeniu wśród rzek. Lidyjczyczy zajmowali się hodowlą koni, owiec, których wełnę przerabiano w warsztatach miast greckich.
Pierwsze monety pojawiły się w miastach greckich na wybrzeżu Azji Mniejszej w okresie wielkiej kolonizacji (ok. r. 700 p.n.e.). Monety te bito ze stopu złota ze srebrem, czyli z tak zwanego elektronu, zwanego także białym srebrem. Jednak pierwsze monety złote zaczęto bić w Lidii, gdzie był złoty piasek. Właśnie owo złoto oraz duże zasoby surowców sprawiły, że władcy lidyjscy słynęli z zamożności.